# Базелга ди Пине
Базелга ди Пине (итал. Baselga di Piné) је насеље у Италији у округу Тренто, региону Трентино-Јужни Тирол.
Према процени из 2011. у насељу је живело 2966 становника. Насеље се налази на надморској висини од 961 м.

## Становништво
Према резултатима пописа становништва 2011. у општини је живело 4.928 становника.
| 1931. | 1936. | 1951. | 1961. | 1971. | 1981. | 1991. | 2001. | 2011. |
| ----- | ----- | ----- | ----- | ----- | ----- | ----- | ----- | ----- |
| 3.599 | 3.265 | 3.805 | 4.072 | 3.882 | 3.981 | 3.992 | 4.427 | 4.928 |

## Партнерски градови
- Heerenveen